# 8. korpus (NOVJ)
8. korpus je bil partizanski korpus, ki je deloval kot del NOV in POJ v Jugoslaviji med drugo svetovno vojno.
Korpus je bil ustanovljen 7. oktobra 1943.

## Sestava
- 9. divizija
- 19. divizija
- 20. divizija
- 26. divizija
- Severnodalmacijski odred
- Kninski odred
- Dinarski odred
- Moseško-svilajski odred
- Segetsko-marinski odred
- Mosorski odred
- Makarski odred
- Imotski odred
- Neretvanski odred
- Grahovsko-peuljski odred
- Glamoški odred
- Livanjski odred